# Essex Olympian League
Essex Olympian Football League là một giải đấu bóng đá Anh, thành lập vào mùa giải 1966-67. Có tổng cộng 6 hạng đấu và 2 hạng đấu cho U21. Premier Division nằm ở Bậc 7 (hoặc Cấp độ 11) của National League System và là giải đấu góp đội cho Essex Senior Football League (nằm chính thức ở Bậc 5). Từ năm 1986 đến năm 2005, giải đấu từng có tên gọi Essex Intermediate League.
Các câu lạc bộ tiếp tục lên thi đấu từ giải đấu này bao gồm Billericay Town, Brentwood Town, Bowers United, Sawbridgeworth Town, Burnham Ramblers, Hullbridge Sports và Great Wakering Rovers.
Năm 2008 Takeley lên chơi ở Essex Senior League. Trước đó Olympian League chưa gửi một câu lạc bộ lên chơi ở Essex Senior League trong suốt hơn 1 thập kỉ, khiến cho ESL tìm ở nơi khác trong Essex các thành viên mới, bao gồm các giải đấu thấp hơn và các giải đấu nằm ngoài National League System chẳng hạn như Essex Business Houses Football League.  Trong quá khứ, các câu lạc bộ từ giải đấu này có thể lên thẳng Essex Senior League.
Câu lạc bộ đứng ở top 3 trong các giải đấu cấp độ thấp trong hạt, bao gồm Bishop's Stortford League, Stansted & District League, Colchester & East Essex League, Romford & District League và Southend Borough Combination có thể gia nhập vào cấp độ thấp nhất của Essex Olympian League. Thêm vào đó, 3 đội đứng đầu của Essex Alliance League có thể gia nhập vào cấp độ cao nhất của Essex Olympian League, bất kể điều kiện gì.

## Các Câu lạc bộ mùa giải 2015–16

### Premier Division
- Bishop's Stortford Swifts
- Buckhurst Hill
- Frenford Senior
- Hannakin's Farm
- Harold Hill
- Harold Wood Athletic
- Kelvedon Hatch
- Manford Way
- May & Baker Eastbrook
- Newbury Forest
- Newham United
- Rayleigh Town
- Springfield
- White Ensign

### Division One
- Basildon Town
- Canning Town
- Galleywood
- Hutton
- Leigh Ramblers
- Old Chelmsfordians
- Old Southendian
- Ongar Town
- Runwell Hospital
- Shenfield
- Snaresbrook
- Southminster St. Leonards
- Toby

### Division Two
- Catholic United
- East Londoners
- FC Hamlets POAPC
- Great Baddow
- Herongate Athletic
- Lakeside
- Leyton Orient Advanced Soccer School (LOASS)
- Old Barkabbeyans
- Ramsden Scotia
- Rochford Town
- Roydon
- Ryan
- Westhamians

### Division Three
- Benfleet
- Broomfield
- Debden Sports
- Epping
- Frenford Senior Dự bị
- Harold Wood Athletic Dự bị
- Hutton Dự bị
- Leytonstone United
- May & Baker Eastbrook Dự bị
- Southend Sports
- Stambridge United
- Sungate
- Upminster

### Division Four
- Canning Town Dự bị
- Catholic United Dự bị
- Kelvedon Hatch Dự bị
- Leigh Ramblers Dự bị
- Manford Way Dự bị
- Newham United Dự bị
- Old Barkabbeyans Dự bị
- Old Chelmsfordians Dự bị
- Old Southendian Dự bị
- Rayleigh Town Dự bị
- Runwell Hospital
- Stambridge United Dự bị
- Toby Dự bị
- White Ensign Dự bị

### Division Five
- Basildon Town Dự bị
- Benfleet Dự bị
- Dagenham Dự bị
- Epping Dự bị
- Galleywood Dự bị
- Harold Hill Dự bị
- Herongate Athletic Dự bị
- Leytonstone United Dự bị
- Shenfield Dự bị
- Southminster St. Leonards Dự bị
- Springfield Dự bị
- Sungate Dự bị
- Upminster Dự bị

## Nhà vô địch

### 1966–81
Lúc đầu giải đấu chỉ bao gồm 1 hạng đấu gồm 13 câu lạc bộ, và đạt đỉnh 18 ở mùa giải 1969–70.
| Mùa giải | Đội vô địch            |
| -------- | ---------------------- |
| 1966–67  | Burnham Ramblers       |
| 1967–68  | Writtle                |
| 1968–69  | Basildon Town          |
| 1969–70  | Billericay Town        |
| 1970–71  | Billericay Town        |
| 1971–72  | Sawbridgeworth         |
| 1972–73  | Chadwell Heath         |
| 1973–74  | Chadwell Heath         |
| 1974–75  | Chadwell Heath         |
| 1975–76  | Essex Police           |
| 1976–77  | Collier Row Motor Gear |
| 1977–78  | Runwell Hospital       |
| 1978–79  | Rayleigh               |
| 1979–80  | Essex Police           |
| 1980–81  | Rayleigh Town          |

### 1981–89
Năm 1981, xuất hiện thêm hạng đấu thứ hai. Giải đấu vận hành trong 2 hạng đấu suốt 9 năm. Trong thời gian này, giải đấu đổi tên thành Essex Intermediate League năm 1986.
| Mùa giải | Division One       | Division Two      |
| -------- | ------------------ | ----------------- |
| 1981–82  | Herongate Athletic | Rayleigh Athletic |
| 1982–83  | Herongate Athletic | Dunmow            |
| 1983–84  | Rayleigh Town      | Essex Police      |
| 1984–85  | Rayleigh Town      | Shell Club        |
| 1985–86  | Essex Police       | Cossor Sports     |
| 1986–87  | Essex Police       | Hambros Bank      |
| 1987–88  | Takeley            | Standard (Harlow) |
| 1988–89  | Benfleet           | Upminster         |

### 1989–2007
Năm 1989, xuất hiện thêm hạng đấu thứ ba. Giải đấu trở về với tên cũ, Essex Olympian League năm 2005.
| Mùa giải  | Division One              | Division Two              | Division Three            |
| --------- | ------------------------- | ------------------------- | ------------------------- |
| 1989–90   | Rayleigh Town             | Kelvedon Hatch            | Great Baddow              |
| 1990–91   | Herongate Athletic        | Concord Rangers           | Great Wakering Rovers     |
| 1991–92   | Standard (Harlow)         | Great Wakering Rovers     | Loughton                  |
| 1992–93   | Standard (Harlow)         | South Woodham Ferrers     | Danbury Trafford          |
| 1993–94   | Kelvedon Hatch            | Takeley                   | Ongar Town                |
| 1994–95   | Writtle                   | Sporting Club Henderson   | Great Baddow              |
| 1995–96   | Kelvedon Hatch            | Frenford Senior           | Hutton                    |
| 1996–97   | Kelvedon Hatch            | Runwell Hospital          | Bishop's Stortford Swifts |
| 1997–98   | Danbury Trafford          | Bishop's Stortford Swifts | Shell Club                |
| 1998–99   | Bishop's Stortford Swifts | Sandon Royals             | Basildon Town             |
| 1999–2000 | Bishop's Stortford Swifts | Nortel (Harlow)           | Wanstead Town             |
| 2000–01   | Rayleigh Town             | Canning Town              | Linford Wanderers         |
| 2001–02   | Takeley                   | Epping                    | Stambridge United         |
| 2002–03   | Bishop's Stortford Swifts | White Ensign              | Debden Sports             |
| 2003–04   | White Ensign              | Debden Sports             | Faces                     |
| 2004–05   | White Ensign              | White Notley              | Linford Wanderers         |
| 2005–06   | Harold Wood Athletic      | Canning Town              | Ongar Town                |
| 2006–07   | White Ensign              | Benfleet                  | Potter Street             |

### 2007-10
Năm 2007, các hạng đấu được đổi tên thành Premier, One và Two.
| Mùa giải | Premier Division     | Division One     | Division Two      |
| -------- | -------------------- | ---------------- | ----------------- |
| 2007–08  | White Ensign         | Potter Street    | Linford Wanderers |
| 2008–09  | Harold Wood Athletic | Westhamians      | Sungate           |
| 2009–10  | Harold Wood Athletic | May & Baker Club | Romford Dự bị     |

Năm 2010 thêm vào hạng đấu Division Three.
| Mùa giải | Premier Division | Division One              | Division Two     | Division Three   |
| -------- | ---------------- | ------------------------- | ---------------- | ---------------- |
| 2010–11  | Kelvedon Hatch   | Hutton                    | Wadham Lodge     | Springfield      |
| 2011–12  | Frenford Senior  | Southminster St. Leonards | Springfield      | Old Barkabbeyans |
| 2012–13  | Frenford Senior  | Bishop's Stortford Swifts | Old Barkabbeyans | Debden Sports    |

Năm 2013, thêm vào 1 hạng đấu cho U21.
| Mùa giải | Premier Division          | Division One  | Division Two  | Division Three  | Under 21 Division |
| -------- | ------------------------- | ------------- | ------------- | --------------- | ----------------- |
| 2013–14  | Southminster St. Leonards | Newham United | Ongar Town    | Rochford Town   | Ryan F.C.         |
| 2014–15  | Harold Wood Athletic      | Harold Hill   | Basildon Town | Catholic United | Frenford Senior   |

Năm 2015, hai hạng đấu dự bị được nâng lên thành chính thức và đổi tên thành Divisions Four và Division Five, cùng với 3 hạng đấu cao hơn, trong khi hạng đấu U21 được chia làm hai.